# Cualificación requerida para el uso del test (psicología)
La "Cualificación requerida para el uso del test", en psicología, se refiere al nivel de competencia que deben acreditar los profesionales para utilizar un determinado test psicológico con todas las garantías de validez y fiabilidad exigidas por la prueba.

## Antecedentes
Son muchos los ámbitos que, por diversas razones, demandan el uso de tests psicológicos: neuropsicología, psicología clínica, organizaciones y empresa, educación, servicios sociales, psicología forense, etc.  
Por otro lado, existe una gran diversidad de tests psicológicos en el mercado, pero a menudo las especificaciones sobre sus características están dispersas, no son accesibles o simplemente son facilitadas por el editor, lo que les resta independencia e imparcialidad.
En un intento por garantizar el uso correcto y la validez de los resultados, distintos países han creado sistemas para la clasificación de los tests en función de la cualificación requerida por los usuarios.

## Sistema de categorías
Uno de los sistemas más utilizados es el que incluye el Cuestionario de Evaluación de Tests Revisado (CET-R), que establece las siguientes categorías:
- Nivel A: tests de rendimiento y conocimientos. Su uso requiere formación y experiencia en el ámbito concreto de aplicación.
- Nivel B: tests colectivos de aptitudes e inteligencia, que exigen conocimiento sobre la teoría de los tests y métodos estadísticos, garantizado por la correspondiente titulación académica. Un ejemplo sería la Batería de Actividades Mentales y Diferenciales (BADyG/E2-r), ampliamente usada en contextos escolares.[3]
- Nivel C: tests de aplicación individual de inteligencia, personalidad y otros instrumentos complejos, reservados a usuarios con una titulación superior en Psicología, Psiquiatría o Psicopedagogía, como es el caso del WISC.[4]

El CET-R incluye también otras dos categorías dentro del ítem “Cualificación requerida para el uso del test de acuerdo con la documentación aportada” (1.16):
- Ninguna: no se requiere cualificación especial.
- Entrenamiento y acreditación específica: se precisa de la formación impartida por una institución específica, que normalmente es la que ha elaborado el test, y es la que lleva a cabo la acreditación de los usuarios.

Este sistema es también utilizado por la Comisión de Tests del Colegio Oficial de Psicólogos (COP) para evaluar los tests que se editan en España, y ha sido adoptado por muchos editores, entre ellos Pearson Educación y TEA Ediciones.